# Paul Drude

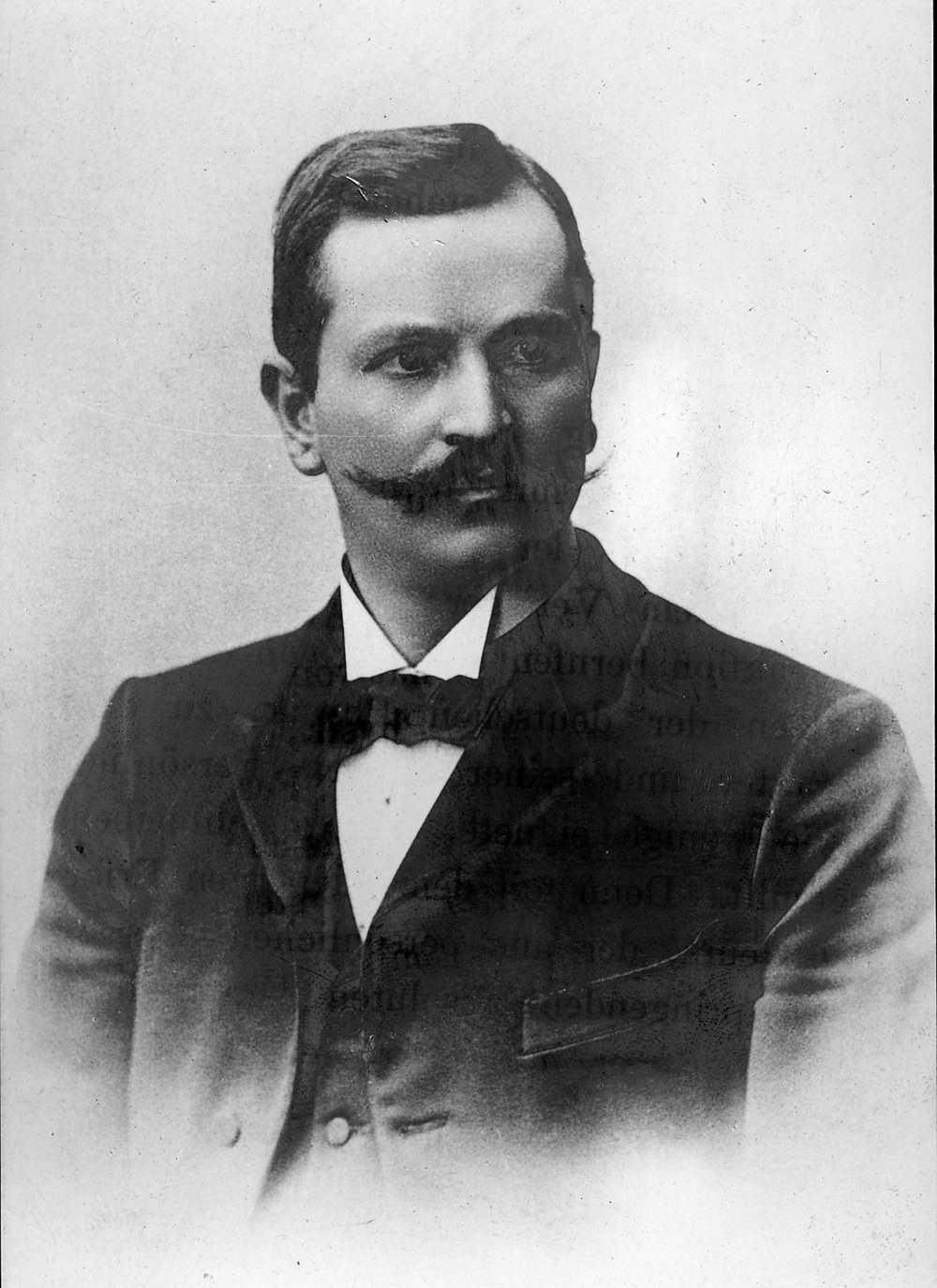
Paul Drude

Paul Karl Ludwig Drude, född 12 juli 1863 i Braunschweig, död 5 juli 1906 i Berlin genom självmord, var en tysk fysiker; halvbror till Oscar Drude.

## Akademisk karriär
Drude studerade huvudsakligen i Göttingen, där han blev filosofie doktor 1887, var assistent hos den berömde matematiske fysikern Woldemar Voigt 1887-92. Han utnämndes 1894 till extra ordinarie professor i matematisk fysik i Leipzig, till ordinarie professor i fysik 1900 i Giessen och 1905 vid Berlins universitet.
De viktigaste av Drudes många vetenskapliga avhandlingar behandlar ytspänning, ljusets reflexion och refraktion, magneto-optiska företeelser, bestämning av dielektricitetskonstanter och absorption av elektriska svängningar, anomal dispersion och teorierna för ljuset och för konduktivitet i metaller. 1894 tog han initiativ till att introducera symbolen "c" för ljushastigheten i vakuum.
Drudes modell är en av flera matematiska materialmodeller som beskriver frekvensgången i metamaterial. Denna beskriver elektronrörelse i termer av en driven-dämpad, harmonisk oscillator. När accelerationskomponenten i Drudes modell är liten jämförd med ekvationens andra komponenter, så tillämpas Debyes modell för relaxation. När återställningskraftens komponent är försumbar och kopplingskoefficienterna oftast är plasmafrekvensen, så används Drudes modell. Det finns andra komponentdistinktioner som, beroende på dess polaritet eller ändamål, kräver att en av dessa modeller tillämpas. Andra har senare utvecklat modellen vidare till den fria elektronmodellen.
Sedan 1900 var Drude redaktör för Tysklands främsta fysiska tidskrift, "Annalen der Physik", i vilken hans flesta avhandlingar publicerades. Han utgav själv och bidrog i andras större arbeten. 1906, på höjden av sin karriär, blev han invald som medlem av den Preussiska vetenskapsakademien. Några dagar efter sin installationsföreläsning tog han av oförklarlig anledning sitt liv. Han efterlämnade hustru och fyra barn.